# تنعيم

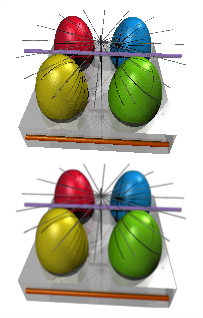
في رسوم الحاسوب وكما هو مبين اعلى الصورة، تبدو حواف الاشكال باهتة ومتكسرة اما الصورة في الاسفل فهي منعمة وتبدو أكثر وضوح.

التنعيم أو الصقل أو مُضادة الاسترداف (بالإنجلزية – Anti-Aliasing) يختصر أحيانا باسم AA ، طريقة تستخدم لتحسين مظهر الصور الرقمية عند عرضها على الشاشات أو عند الطباعة ، هذا الأسلوب الرقمي يجعل الرسومات والنص (خصوصا) تظهر أكثر سلاسة وأكثر وضوح إذا كان عدد النقاط محدود ، يتم ذلك بإزالة الحواف المسننة التي يسببها استخدام شكل المربع في كل من أجهزة الإخراج. الصور ذات دقة أقل تعرض حواف خشنة بسبب انخفاض عدد النقاط، التنعيم هو عملية إعادة رسم المشهد وإضافة تغييرات في الألوان على الصور الأصلية لإزالة التشوهات وعرضها بشكل مثالي دون تغيير في البيانات الحقيقية للصورة، يستخدم تنعيم في التصوير الرقمي، رسومات الحاسوب، والصوت الرقمي، والعديد من التطبيقات الأخرى.
كل الصور أو الخطوط أو الأشكال في رسومات الحاسوب تعتبر مجموعة من النقاط صغيرة، مصطلح بكسل يعبّر عن كل نقطة واحدة من الشاشة، يتم تحديد عدد وحدات البكسل عن طريق وضع العرض أو دقة المشهد.مثالا في نظام الكمبيوتر هناك خيارات للدقة والأكثر شيوعا هي 640 بكسل أفقي × 480 بكسل عمودي، 800 × 600 و 1024 × 768 بكسل. ولأن دقة الشاشة ثابتة وتخضع لشاشة الكمبيوتر فلا يمكن زيادة هذه البكسيلات، كما أن حجم الشاشة لا يعني بالضرورة بكسل أكثر فالمعيار المستخدم هو عدد النقاط أو البكسل في البوصة الواحدة.
شاشات الكمبيوتر في الغالب لا تملك ما يكفي من النقاط لإنشاء الأشكال الصغيرة والمعقدة في حيز صغير. هذا يمكن أن يكون ملحوظا في الحروف حيث يتم إنشاء خطوط على هيئة وتر مع مظهر مثل الدرج، تسمى أحيانا "jaggies" أو «الإسترداف».

## خلفية
في أنظمة معالجة الإشارة يحدث تعرج للإشارة (بالإنجليزية: Aliasing)‏ إذا تم استعمال تردد استعيان أقل من ضعف أعلى تردد موجود في الإشارة أو الصورة. حتى لا يحدث التعرج، فينبغي أن يؤكد على تحقيق مبرهنة الاستعيان والتي يمكن صياغتها رياضيا كالتالي:
{\displaystyle }f_{sampling}>2\cdot f_{max}
حيث {\displaystyle f_{max}} هو أعلى تردد موجود و {\displaystyle f_{sampling}} هو تردد الاستعيان الذي يتم به التقاط القيم الرقمية (متقطة) لإشارة متصلة.
في نظام الرسوميات النقطية المستخدم في أنبوب أشعة الكاثود (CRT) أو شاشة الصمام الثنائي (LED) تنشئ صور من ترتيب لنقاط ملونة. ينتج عنها صور تعتبر مقاربة للمشهد الحقيقي. هذا التقريب يعتمد على دقة الشاشة وعدد الألوان التي يمكنك عرضها لكل نقطة.
على شاشات الكمبيوتر الإسترداف (بمعنى شكل الدرج) يكون مرئي على الخطوط نتيجة لرسم الخط في مصفوفة من البكسل هذا في حالة عدم استخدام مرشحات التمليس أو التنعيم، الإسترداف ينتج عنه عدة عواقب. فمثلا قد تعطي للخط شكل واضح ما إذا كان أفقي أو عمودي تماما بينما يقلل في فهم الشكل على الشاشة عند تحركه أو دورانه، تبرز مشاكل أخرى عند إعادة تحجيم الصورة فالخطوط لن يتغير سمكها حتى تصل الصورة إلى حجمها المضاعف أو قد تختفي إذا تم تصغير الصورة إلى النصف.
تم التغلب على المشكلة باستخدام تقنية التنعيم. يتم هذا بتلوين البكسل على طول حدود الخط القطري بلون ناتج من مزج لون الحرف ولون الخلفية التي كتب عليها. الهدف هو خلق خدعة بصرية على العين والنتيجة رؤية الأشكل أكثر سلاسة، كما أن النتائج تكون واضحة عند الابتعاد من المنظر.

## معالجة الإشارات والتنعيم
النموذج لدينا هو أن هناك مصفوفة تحتوي على قيم لثلاثة الوان وعند فصل الالوان نحصل على قيم تشكل لنا إشارة تناظرية شبيهة بالأمواج الصوتية. من الناحية النظرية، نحن نريد ازالة أو إضافة قيمة بيكسل في حالة التصغير أو التكبير للصورة أو رسم جسم اصغر من البكسل هذه القيمة لن تكون موجودة بشكل فعلي بل سيكون لها تأثير على البكسل المحيط به ، عندما يعبر على الالوان بإشارة تناظرية يمكن تطبيق الإستعيان لإجراء التنعيم.

## الأنواع والخورزميات
تتم عملية التنعيم في بطاقة العرض أو برمجيا، في كل الاحوال تستخدم أنواع من الخوزميات تختلف وتتفاوت في الأداء والنتيجة. من أشهر الطرق وابسطها FSAA (تنعيم الشاشة الكامل). من الاسم تستنتج ان المعالجة تكون على جميع النقاط في الشاشة، فكل بكسل مستهدف يكتسب لون ناتج من مزج الوان المربعات المحيطة به. يمكن القول إنه أفضل شكل من أشكال التنعيم، لأنه يقلل في الإسترداف إلى حد كبير لكن يبقى الطمس طفيف في بعض أجزاء الصورة. وحدات معالجة الرسومية لديها القدرة على استخدام هذا التنعيم  بما انها المسؤولة في إخراج الصورة إلى الشاشة ومن بين الخورزميات المستعملة:

### تنعيم الإقتناء الخارق
SSAA - Super Sampling AA

خطوات التنعيم الخارق - في المثال يتم تقسيم البكسل إفتراضيا إلى أربعة اجزاء (X4) ، في الحقيقة هو تحجيم للصورة إلى مرتين ، عند رسم الخط يتم المزج بين الألوان الأربعة ثم يعاد تصغير الصورة.

تنعيم الإقتناء المتعدد - يتم سحب لون البكسل إلى المجاور و تعاد العملية لكل بكسل في كل الإتجاهات.

يتم تكبير الصورة ثم تقسيمها إلى اجزاء بشكل مضاعة ، كل بكسل يقسم إلى 2 أو 4 - 8 - 16 يتم إجراء رسم الشكل وتأخذ عينات من الوان البكسل المكونة للشكل، وبعد ذلك يتم تقليص حجم الصورة مرة أخرى إلى الأصل. يتخذ البكسل الهذف اللون المحسوب من مزج الألوان الاربعة. يجب أن تكون بطاقة الرسومات قادرة على أداء هذه العمليات بسرعة لتفادي البطئ في الأداء.

### تنعيم الإقتناء المتعدد
MSAA - Multi Sampling AA
يشبه إلى حد ما SSAA ولكن لا يتطلب تحجيم الصورة صعودا وهبوطا. فهي تقوم إعادة استعمال العينات خلال مسحها للصورة وتحفظ الوان البكسل السابق هذا ما يجعله العمل أكثر كفاءة واقل إستهلاك لموارد النظام.

### تنعيم الجودة المعزز
EQAA - Enhanced Quality AA
تطوير لنوع MSAA لكنه حصري لعتاد معين ، فهو يقسم البكسل إلى أجزاء (2-4-8- في ذاكرة بطاقة العرض) ويختار اللون المناسب من مجموع الالوان الموجودة داخله، الخورزمية تعمل في جانب العتاد وفعالة في عرض الاشكال الثلاثية البعد 3D وغيرعملي عندما يكون التنعيم برمجيا
هناك اصناف أخرى لا تقوم بمزج الألوان إلا في حالة وجود تباين أو حواف في الصورة مثل

### تنعيم الشكلي
MLAA - Morphological AA
تستخدم مرشحات الطمس عند اكتشاف تناقضات في الحواف أو على طول الانحدارات في الصورة. يقلل الإسترداف بشكل واضح لكنه قد يطمس كل شيء ، بما في ذلك الخطوط العمودية والافقية.غالبا ما تستخدم في الألعاب.

### تنعيم الشكلي المعزز
SMAA - Enhanced Subpixel Morphological Antialiasing
يعتبر الاخير مزيج من الخورزميات السابقة لأنه يستخدمها لتحديد الأشكال الحادة في الصورة وبتقنية تنعيم SSAA ينتج حد ادنى من الطمس.

## امثلة
| (أ) | (ب)     | (ج) |
|     | الشكل 1 |     |

في الشكل رقم 1 الصورة (أ) توضح التشويه البصري الذي يحدث عندما لا يتم استخدام التنعيم. في أعلى الصورة، حيث مربعات الشطرنج تكون صغير جدا، من الصعب التعرف على الصورة وليست جذابة من الناحية الجمالية. في المقابل، الصورة (ب) تعرض صورة مع تنعيم. في اعلى مربعات الشطرنج يظهر مزيج من اللون الرمادي، تظهر الحواف أكثر سلاسة ومصقولة. تبين الصورة (ج) خوارزمية أخرى للتنعيم، باستخدام مرشح سينك، والذي يعتبر أفضل خوارزميات مستخدمة.